# Valchiavenna
Het Val Chiavenna is een dal in de Noord-Italiaanse regio Lombardije (provincie Sondrio).  Het bestaat uit twee verschillende delen.  Ten noorden van de stad Chiavenna strekt zich het ruige Val San Giacomo uit. Ten zuiden van de stad ligt de vlakte Piano di Chiavenna die tot het meer Lago di Mezzola loopt. 
Het Val di Chiavenna is een belangrijk doorgangsgebied. In de stad Chiavenna komen de wegen van de Splügenpas en Malojapas bij elkaar. De Zwitserse grens is bij Chiavenna maar tien kilometer verwijderd. Vanuit Colico aan het Comomeer loopt een spoorlijn naar Chiavenna. 
De stadje Chiavenna is de enige grote plaats van het dal (7263 inw.) en tevens de meest bezienswaardige. In het dal liggen twee wintersportplaatsen: Madesimo en Campodolcino. Het hoogst gelegen dorp van de vallei is Montespluga dat enkele kilometers voor de top van de Splügenpas ligt. Dit dorp ligt boven de boomgrens aan het Lago di Montespluga dat tot ver in de lente bevroren is. Tot de gemeente Piuro hoort ook het stuwmeer Lago di Lei dat echter alleen vanuit het Zwitserse Averstal met de auto te bereiken is.

## Belangrijkste plaats
- Chiavenna (7263 inw.)

## Hoogste bergtoppen
- Pizzo Badile (3.308 m)
- Pizzo Tambò (3.279 m)
- Pizzo Stella (3.163 m)